# جیتو
جیتو، روستایی از توابع بخش مرکزی شهرستان پاکدشت در استان تهران ایران است.

## جمعیت
این روستا در شهرستان پاکدست قرار دارد و براساس سرشماری مرکز آمار ایران در سال ۱۳۸۵، جمعیت آن ۱٬۷۷۴ نفر (۴۵۹خانوار) بوده‌است.